# Mariologia catòlica

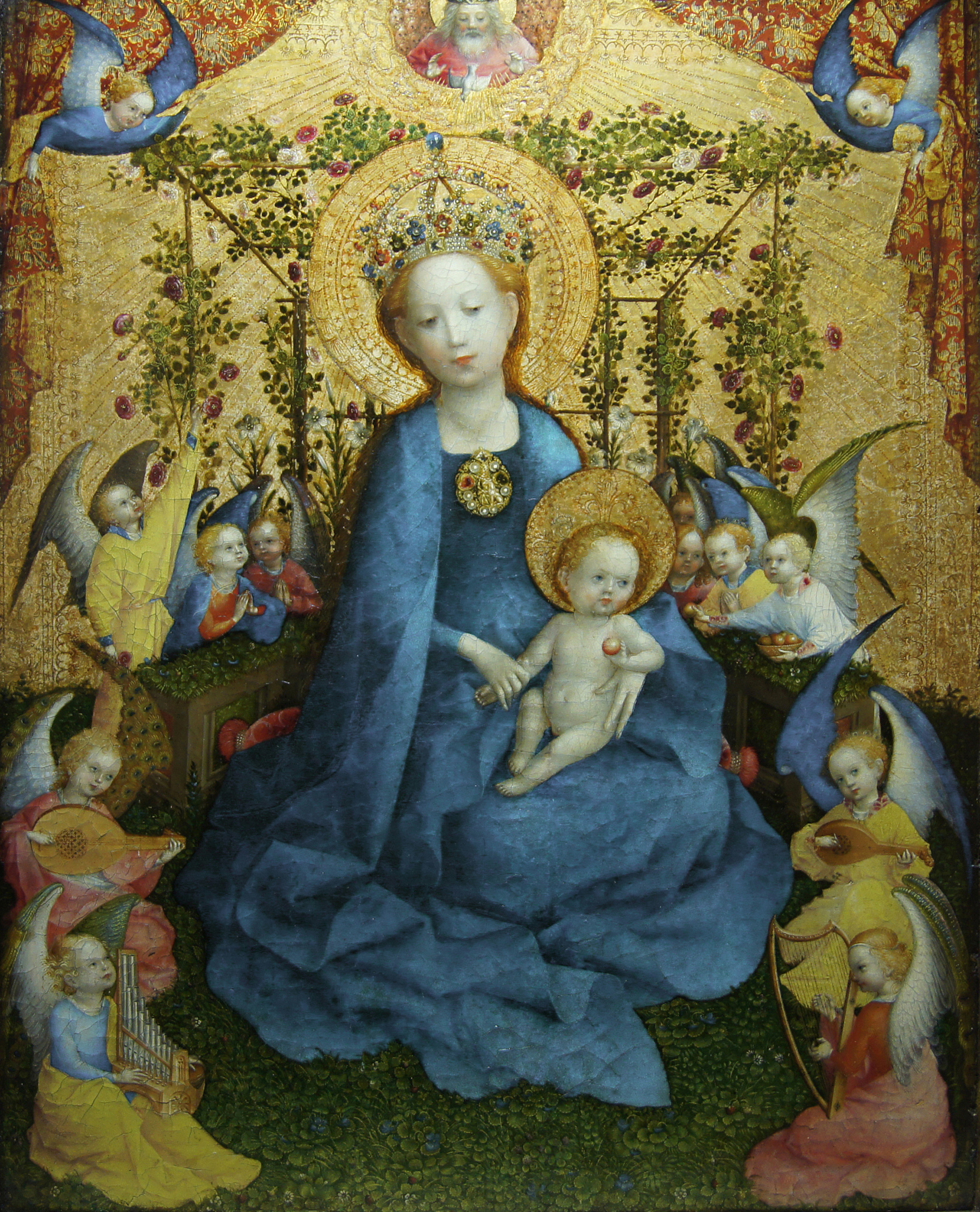
La Benaurada Verge Maria descrita en un jardí de roses amb els angels tocant música. Les roses són un símbol de Maria.

La Mariologia Catòlica es refereix a la Mariologia —estudi sistemàtic de la persona de Maria, mare de Jesús, i del seu lloc a l'economia de la salvació—amb la teologia catòlica. Es considera a Maria una dignitat singular per sobre dels sants. L'Església catòlica ensenya que va ser concebuda sense pecat original, per tant, va rebre un nivell de veneració més elevat que tots els altres sants. La mariologia catòlica estudia així no només la seva vida, sinó també la veneració d'ella en la vida diària, l'oració, els himnes, l'art, la música i l'arquitectura en el cristianisme modern i antic al llarg dels segles.
Els quatre dogmes de la virginitat perpetua, Mare de Déu, Immaculada Concepció i Assumpció constitueixen la base de la Mariologia. Tot i així, diverses doctrines catòliques sobre la Mare de Déu s'han desenvolupat fent referència a les Sagrades Escriptures, el raonament teològic i la tradició de l'Església. El desenvolupament de la Mariologia continua i des dels inicis s'ha continuat configurant amb anàlisis teològics, escrits de sants i declaracions papals, per exemple, mentre que dos dogmes marians són antics, els altres dos es van definir als segles XIX i XX; i els ensenyaments papals sobre Maria han continuat apareixent en els darrers temps.
Paral·lelament a les visions tradicionals, des de finals del segle xix, s'han presentat diverses perspectives com un repte per a la mariologia catòlica. Altres visions cristianes veuen la Mariologia com a no bíblica i una negació de la singularitat de Crist com a Redemptor i mitjancer a les interpretacions psicològiques modernes de Maria com l'equivalent a les deesses mítiques que van des de Diana fins a Guan Yin.

## Estudi de Maria i del seu lloc a l'Església

### Context i components
L'estudi de Maria i del seu lloc a l'Església catòlica s'ha dut a terme des de diverses perspectives i en diversos contextos, i en la seva intervenció al congrés mariològic del 2012, el papa Benet XVI va afirmar que aquest estudi «s'ha d'entendre i examinar profundament des de punts de vista diferents i complementaris». El papa Benet XVI també va remarcar que l'estudi de Maria no es pot realitzar aïlladament d'altres disciplines i que la Mariologia està inherentment relacionada amb l'estudi de Crist i de l'Església i expressa la coherència interior d'aquestes disciplines.
El Papa Benet XVI ha declarat que els estudis marians tenen tres característiques diferents: 
- en primer lloc la personalització de l'Església pel que no es veu simplement com una estructura sinó també com a persona,
- en segon lloc l'encarnació d'aspecte i la relació amb Déu,
- i en tercer lloc la pietat mariana que implica el cor i el component emocional.[17]

La posició de Maria a l'Església es pot comparar amb l'aspecte de l'ofici Petrí en un doble sentit. Aquesta perspectiva sobre la dualitat dels papers de Maria i Pere posa de manifest la santedat subjectiva del cor i la santedat de l'estructura de l'Església. En aquesta dualitat, l'ofici petrí examina lògicament els carismes per la seva solidesa teològica, mentre que la dualitat mariana proporciona un equilibri en el sentit espiritual i emocional a través del servei d'amor que l'ofici mai pot abastar. La mariologia i la doctrina del ofici no són, doncs, "capelles laterals" en els ensenyaments catòlics, sinó que són elements centrals i integradors. Tal com es fa referència a l'encíclica sobre el Cos Místic de Crist, la seva confiança va donar el consentiment per a un matrimoni espiritual entre el Fill de Déu i la naturalesa humana, donant així a la humanitat els mitjans per a la salvació. Els drets de Maria (festa de casament a Cana) i l'amor de Maria (fiat) són essencials per a la salvació.

### Maximalisme i minimalisme
La mariologia és un camp en què les creences profundes i sensibles dels fidels i l'hagiografia poden entrar en conflicte amb les revisions teològiques i històriques crítiques de creences i pràctiques. Aquest conflicte va ser reconegut des de l'any 1300 per William de Ware que va descriure la tendència d'alguns creients a atribuir gairebé tot a Maria. Bonaventura va advertir contra el maximalisme marià: «S'ha d'anar amb compte de no minimitzar l'honor del nostre Senyor, Jesucrist». Tant el minimalisme com el maximalisme sempre han vist en Maria un signe de l'Església i la van veure com un model per a tots els catòlics.
Al segle xx, el papa Pius XII, "el papa més marià de la història de l'Església" va advertir contra les exageracions exuberants i el tímid minimalisme en la presentació de Maria. La constitució dogmàtica del Vaticà II Lumen gentium va ser redactada específicament el 1964 per evitar tant el maximisme com el minimalisme marians. El papa Joan Pau II també va tenir cura d'evitar tant el maximisme com el minimalisme en la seva mariologia i va evitar prendre posicions personals sobre qüestions sotmeses a debat teològic.

## Mariologia i cristologia

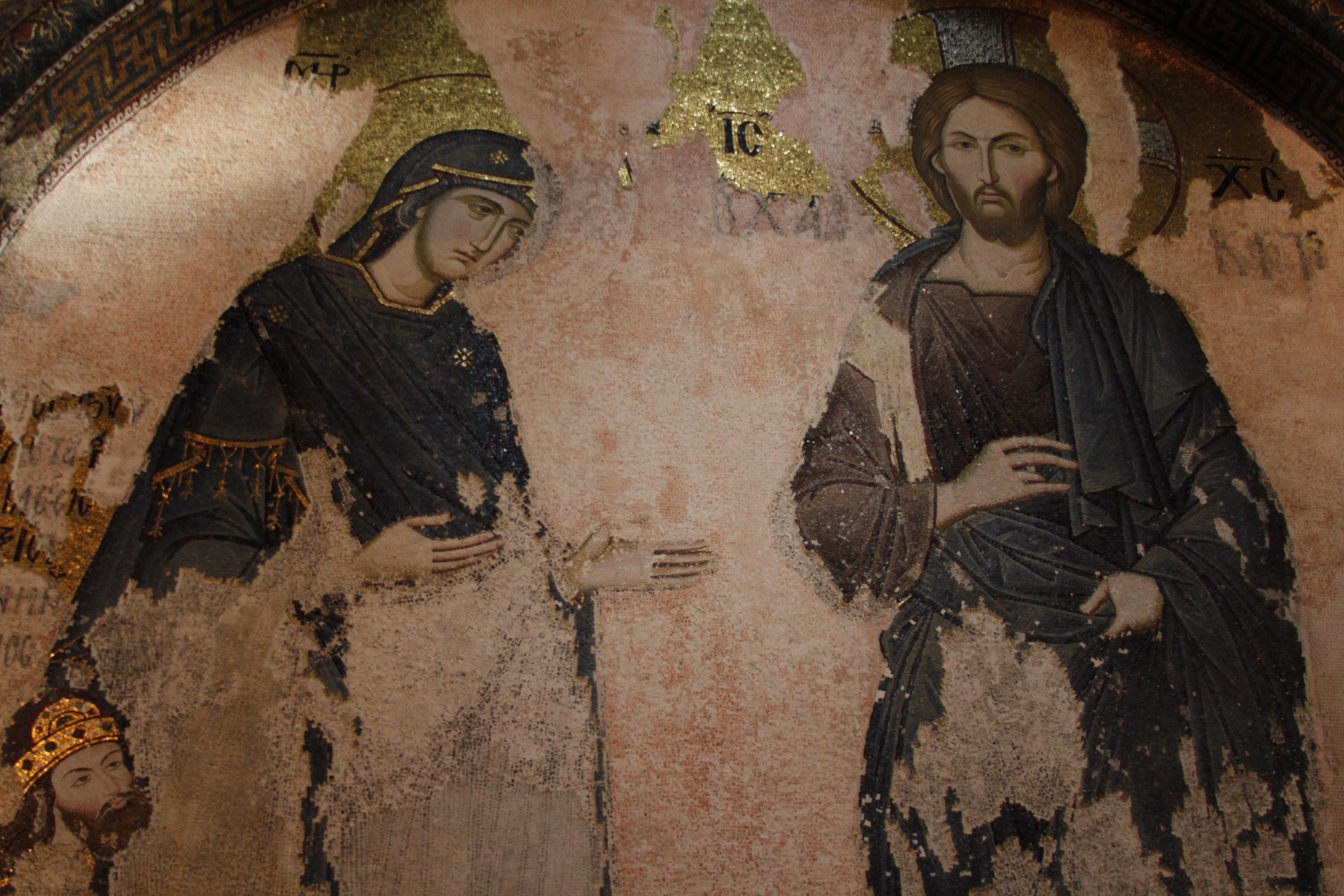
Un Crist i Maria, mosaic, Església de Chora, segles XII-XIV. "A Crist a través de Maria", impartit per Sant Lluís de Montfort

La mariologia (l'estudi de Maria) ha estat relacionada amb la cristologia (l'estudi de Crist) i en els escrits teològics i papals catòlics s'ha vist que s'entrellaça amb el misteri de Crist. El papa Joan Pau II va discutir el "lloc precís de Maria" en el pla de salvació de l'encíclica Redemptoris Mater i va afirmar: «Seguint la línia del Concili Vaticà II, vull destacar la presència especial de la Mare de Déu en el misteri de Crist i la seva Església. Per a això és una dimensió fonamental sorgida de la Mariologia del Concili».
Els teòlegs catòlics també han explorat les natures entrellaçades de la mariologia i la cristologia. El papa Benet XVI va caracteritzar la relació afirmant que «la cristologia i la mariologia estan entrellaçades inseparablement" des dels seus inicis». Segons la seva opinió, la Mariologia subratlla el nexe dels misteris de la cristologia i de l'eclesiologia i reflecteix que estan intrínsecament entrellaçats.
Els primers cristians i nombrosos sants es van centrar en aquesta connexió i els papes van posar en relleu el vincle intern entre les doctrines marianes i una comprensió més completa dels temes cristològics. Tenint en compte la perspectiva catòlica que l'Església viu en la seva relació amb Crist, sent el Cos de Crist, també té una relació amb la seva mare, l'estudi de la qual és el tema de la mariologia catòlica. El papa sant Pius X, a Ad diem illum, va dir: «No hi ha més camí directe que per Maria per unir tota la humanitat en Crist».
En la teologia catòlica, l'estudi de Maria, al mateix temps que contribueix a l'estudi de Crist, també és una disciplina per si mateixa, amb una comprensió de la figura de Maria contribuint a una comprensió més completa de qui és Crist i què va fer. La Congregació per a l'Educació Catòlica ha caracteritzat la situació de la següent manera: «La història de la teologia demostra que una comprensió del misteri de la Verge contribueix a una comprensió més profunda del misteri de Crist, de l'Església i de la vocació de home». En referència a això, el cardenal Raymond Burke va afirmar que la promoció d'un coneixement més complet de la Mare de Déu és "l'obra constant de l'Església".

## Història i desenvolupament

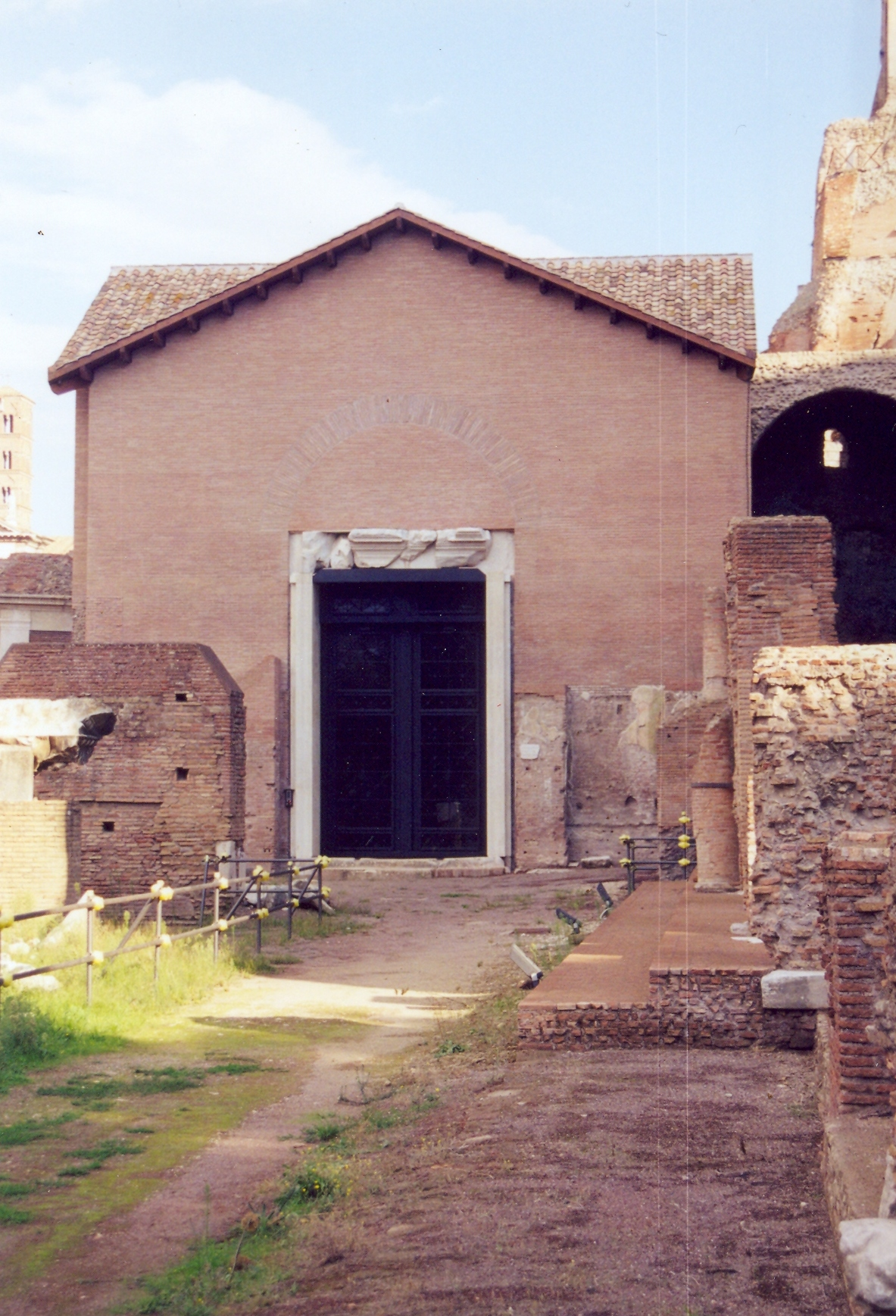
Santa Maria Antiqua, al Fòrum romà,, seu del papa Joan VII.

Els primers cristians van centrar la seva pietat en un principi més en els màrtirs; però després d'això, van veure en Maria un pont entre el vell i el nou. La primera oració registrada a Maria, el sub tuum praesidium, té una data de l'any 250.
A Egipte la veneració de Maria havia començat al segle iii i el terme de Theotokos fou utilitzat pel pare de l'Església Orígens.
El període renaixentista va ser un creixement dramàtic de l'art marià. En aquest període es van produir obres mestres de Botticelli, Leonardo da Vinci i Rafael. Al segle xvi, el Concili de Trento va confirmar la tradició catòlica de pintures i obres d'art a les esglésies, donant lloc a un gran desenvolupament de l'art i la mariologia marianes durant el Barroc. Durant la Reforma, l'Església Catòlica va defensar la seva Mariologia contra les opinions protestants. Amb la victòria a la batalla de Lepant (1571) acreditada a ella, "va significar el començament d'un fort ressorgiment de devocions marianes". La literatura barroca sobre Maria va experimentar un creixement imprevist. Només durant el segle xvii es van publicar més de 500 pàgines d'escrits mariològics.
Els papes han fomentat la veneració de la Santíssima Verge mitjançant la promoció de devocions marianes, dies de festa, oracions, iniciatives, l'acceptació i el suport de les congregacions marianes i, el reconeixement formal d'aparicions marianes com a Lorda i Fàtima. Els papes Alexandre VII i Climent X van promulgar la veneració del Cor de Jesús i del Cor de Maria, concepte que va ser adoptat pel papa Joan Pau II al segle XX com l'Aliança dels Cors de Jesús i Maria.
Els dos dogmes marians de la Immaculada Concepció i Assumpció van ser establerts pels papes als segles XIX i XX. El papa Pius XII va emetre el dogma de l'Assumpció i el Concili Vaticà II va declarar Maria com a Mare de l'Església. En la seva Carta Apostòlica Rosarium Virginis Mariae de 2002, el papa Joan Pau II va emfatitzar l'enfocament de sant Lluís de Montfort de veure l'estudi de Maria com un camí per a una millor comprensió del misteri de Crist.

## Ensenyaments dogmàtics
Els dogmes catòlics marians presenten els ensenyaments infal·libles de l'Església sobre Maria i la seva relació amb Jesucrist, i reflecteixen el paper de Maria en l'economia de la salvació.
Les doctrines De Fide Definita o De Fide Credenda tenen el màxim grau de certesa dogmàtica. Aquestes doctrines es troben en diverses formes, a saber, les Sagrades Escriptures i la tradició apostòlica i els ensenyaments que han estat definits específicament com a revelats per una definició extraordinària per un Papa o Concili ecumènic (Magisteri universal extraordinari), o aquells ensenyaments que s'ensenyen infal·liblement a ser revelats pel Magisteri universal ordinari. Com en el cas de la Immaculada Concepció o l'Assumpció, aquestes doctrines eren tingudes per l'Església abans de la data de la definició oficial, però estan obertes a la discussió. Des de la data de la definició, han de ser acceptades per tots els membres de l'Església catòlica tal com figuren específicament al Dipòsit de Fe i deuen fe de sobrenatural en si mateixa (de fide credenda).
Hi ha quatre dogmes marians específicament definits pel Magisteri entre un gran nombre d'altres dogmes i doctrines sobre la Mare de Déu, per exemple, l'Anunciació de Maria és dogma perquè es troba a les Escriptures, però no ha estat formalment definida pel Magisteri. Aquests quatre dogmes marians inclouen:
| Nom                  | Primera definició al Magisteri       | Contingut del dogma |
| -------------------- | ------------------------------------ | --- |
| Mare de Déu          | Concili d'Efes (431)                 | Mare de Déu, no que la naturalesa de la Paraula o la seva divinitat rebessin el començament de la seva existència de la santa Verge, sinó que, des del cos sant, animat per una ànima racional, que la paraula de Déu es va unir a si mateix segons la hipòstasi, va néixer d'ella, es diu que la paraula va néixer segons la carn. |
| Assumpció al Cel     | Papa Pius XII (1950)                 | Maria, havent completat el curs de la seva vida terrenal, es va assumir cos i ànima en la glòria celestial |
| Immaculada Concepció | Papa Pius IX (1854)                  | Mary Maria, segons la seva concepció, es va conservar immaculada a partir del pecat original |
| Virginitat perpètua  | Símbols baptismals des del segle iii | "La virginitat perpètua de Maria", significa que Maria era una verge abans, durant i després de parir |

### Mare de Déu

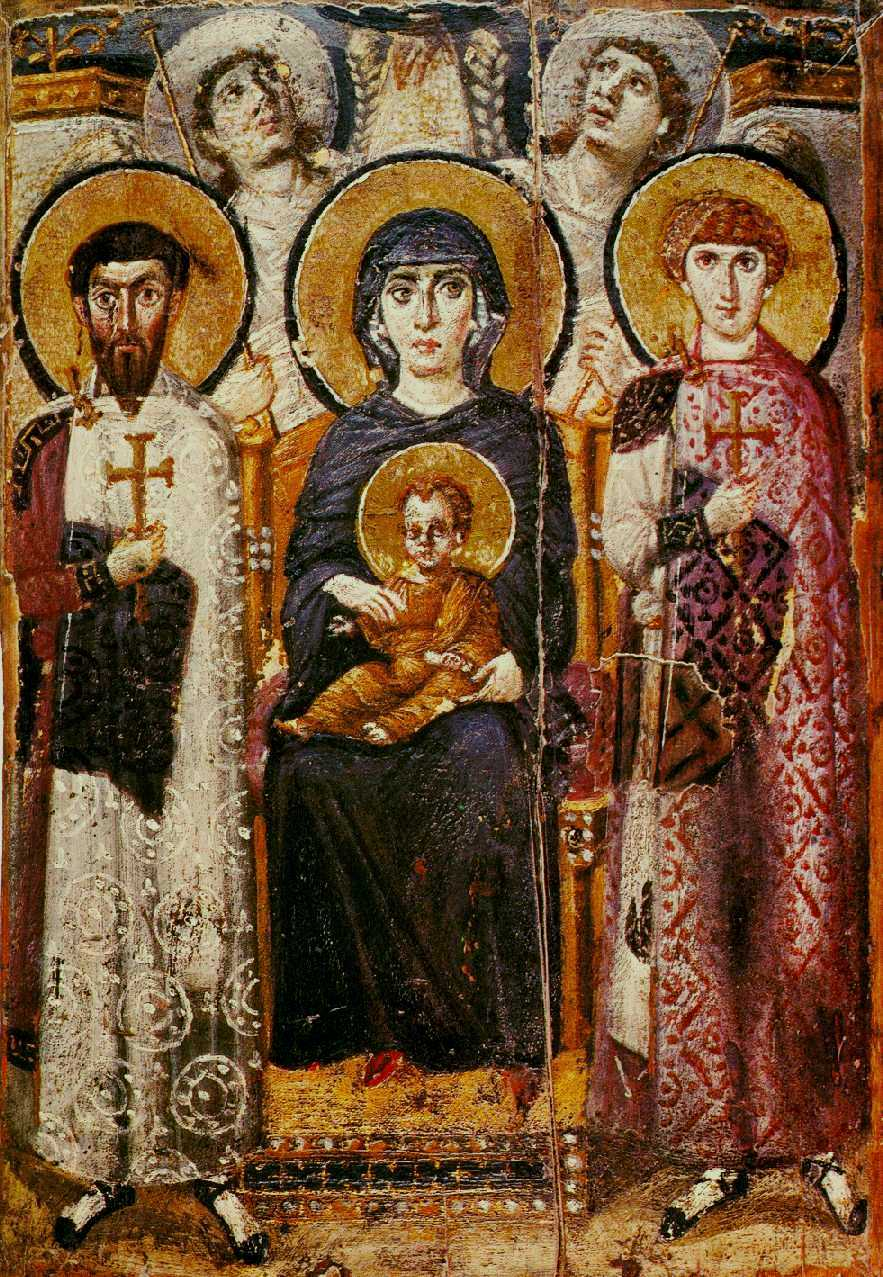
Madonna i Nen del Monestir de Santa Caterina del Sinaí, vers. 600.

La maternitat de Déu de Maria és un dogma de l'Església catòlica. El terme "Mare de Déu" apareix dins de l'oració més antiga coneguda per Maria, la Sub tuum praesidium, que data del 250 dC: «Sota la vostra protecció busquem refugi, Santa Mare de Déu». Aquesta va ser la primera doctrina mariana que es va definir formalment per l'Església, afirmada formalment al Tercer Concili ecumènic celebrat a Efes el 431. Això va refutar l'objecció plantejada pel patriarca Nestori de Constantinoble. [57]
La base bíblica del dogma es troba a Jo 1:14 que diu «I la paraula es va convertir en carn i va habitar entre nosaltres» i a Ga 4:4 que afirma «Déu va enviar el seu fill, nascut d'una dona, nascuda sota la llei». Lu 1:35 afirma a més la maternitat divina afirmant: «L'Esperit Sant vindrà sobre vosaltres... per la qual cosa també el Sant que ha de néixer s'anomenarà Fill de Déu».
La constitució dogmàtica Lumen gentium del Concili Vaticà II va afirmar Maria com la Mare de Déu. «La Mare de Déu, que amb el missatge de l'àngel va rebre la paraula de Déu en el seu cor i en el seu cos i va donar la vida al món, és reconeguda i honrada per ser veritablement la Mare de Déu i la Mare del Redemptor»
Aquest dogma està inherentment relacionat amb el dogma cristològic de la unió hipòstica que relaciona les naturaleses divina i humana de Jesucrist. El Catecisme ensenya que «Maria és veritablement "Mare de Déu", ja que ella és la mare de l'etern Fill de Déu fet home, que és Déu mateix.» Segons Saunders, Maria no va crear la persona divina de Jesús, que existia amb el Pare des de tota l'eternitat.

### Assumpció de Maria

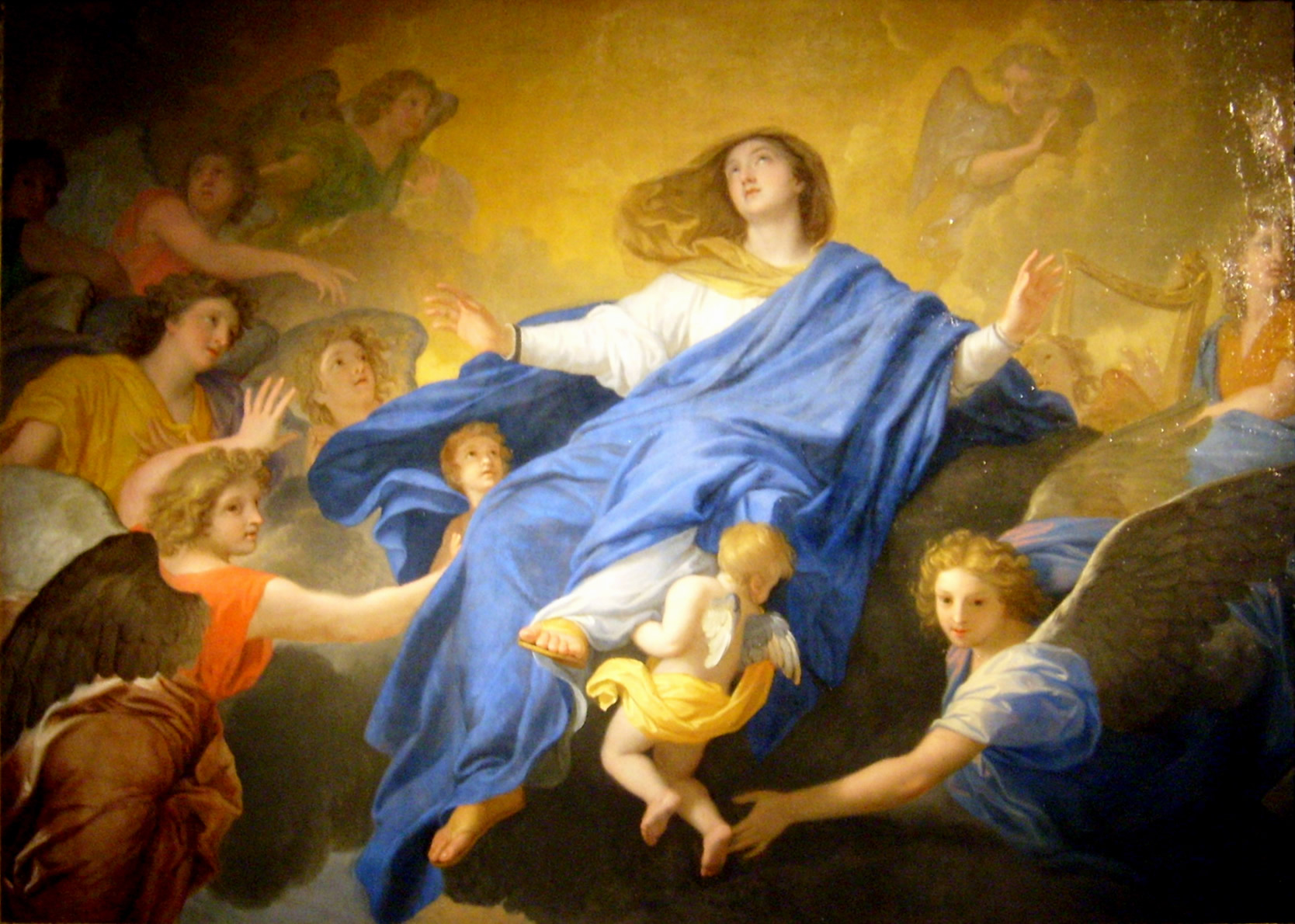
L'Assumpció de Maria per Charles Le Brun, 1835.

Aquest dogma afirma que Maria es va assumir al Cel amb cos i ànima (de fide). El Catecisme de l'Església Catòlica (punt 966) estableix:
«Finalment, la Verge Immaculada que havia estat preservada de qualsevol taca del pecat original, acabat el curs de la vida terrenal, fou emportada amb cos i ànima vers la glòria del cel i exaltada per Déu en qualitat de Reina de l'Univers perquè tingues una més plena semblança amb el seu Fill, Senyor de senyors i vencedor del pecat i de la mort.»
El papa Pius XII va discutir l'Assumpció a Deiparae Virginis Mariae (1946) i la va declarar dogma a Munificentissimus Deus (1950).
Tot i que l'Assumpció només es va definir recentment com a dogma, els relats de l'assumpció corporal de Maria al cel han circulat des de com a mínim el segle v i durant el segle viii els sants Andreu de Creta i Joan de Damasc van declarar creure-ho. El Llibre de la Revelació (Ap 12:1) ha estat interpretat com a referència; amb la seva coronació implicant la seva anterior assumpció corporal al cel.
Abans de declarar l'Assumpció com a dogma a Munificentissimus Deus el 1950, a l'encíclica Deiparae Virginis Mariae (1946) el papa Pius XII va obtenir l'opinió dels bisbes catòlics, i basant-se en el seu aclaparador suport (1210 entre els 1232 bisbes) es va procedir a la definició dogmàtica. El consens de l'ensenyament del Magisteri i de la litúrgia afirma que Maria va patir la mort abans de la seva assumpció, però aquesta no sempre és acceptada com a doctrina resolta.
Quan responien al papa Pius XII després de la circulació de Deiparae Virginis Mariae, un gran nombre de bisbes catòlics van assenyalar el Llibre del Gènesi (Gn 3:15) com a base escriptural. A Munificentissimus Deus (tema 39) Pius XII es referia a la "lluita contra el enemic infernal" com al Gènesi 3:15 i a la "victòria completa sobre el pecat i la mort", com a les Cartes de sant Pau com a base bíblica per a la definició dogmàtica, que Maria s'assumeix al cel com a 1Co 15:54: «Aleshores passarà la dita que està escrita: la mort s'empassa en la victòria».

### Immaculada Concepció de Maria
Aquest dogma afirma que Maria va ser concebuda sense pecat original (de fide). Això vol dir que la concepció de Maria en el ventre de la seva mare estava sense cap taca de pecat original i que des del primer moment de la seva existència, Déu la va conservar de la manca de gràcia santificadora que afectava la humanitat i que en canvi estava plena de la gràcia divina
El dogma de la Immaculada Concepció és diferent i no s'ha de confondre amb la virginitat perpètua de Maria o el naixement virginal de Jesús; per a aquest dogma es refereix a la concepció de Maria per part de la seva mare, Santa Anna i no a la concepció de Jesús.
La festa de la Immaculada Concepció, que se celebra el 8 de desembre, es va establir el 1476 pel papa Sixt IV, però la definició dogmàtica va ser realitzada per Papa Pius IX en la seva constitució Ineffabilis Deus, el 8 de desembre de 1854. La definició dogmàtica a Ineffabilis Deus es va fer ex cathedra amb l'exercici de l'autoritat papal pel papa Pius IX.
El dogma afirma que Maria posseïa la gràcia santificadora des del primer moment de la seva existència i que per un regal especial i únic de Déu estava lliure de la manca de gràcia causada pel pecat original al començament de la història humana.
A Fulgens corona (punt 10), el papa Pius XII va refermar el concepte afirmant: 
«Qui s'atrevirà a dubtar que ella, que era més pura que els àngels i en tot moment pura, va ser en qualsevol moment, fins i tot per al més breu instant, no lliure de tota taca de pecat?»[
Ineffabilis Deus (així com a Munificentissimus Deus del papa Pius XII sobre l'Assumpció) també ensenya la predestinació de Maria, ja que es va conservar del pecat a causa del paper reservat per a ella en l'economia de la salvació. A aquesta predeterminació del paper de Maria en la salvació es feia referència a Lumen gentium (punt 61) que afirmava que estava «Predestinada des de l'eternitat per aquell decret de providència divina que determinà l'encarnació de la paraula per ser la Mare de Déu». La definició a Ineffabilis Deus confirma la singularitat de la Immaculada Concepció com a regal de Déu a Maria per permetre-la convertir-se en la Mare de Déu inoxidable.

### La virginitat perpètua de Maria

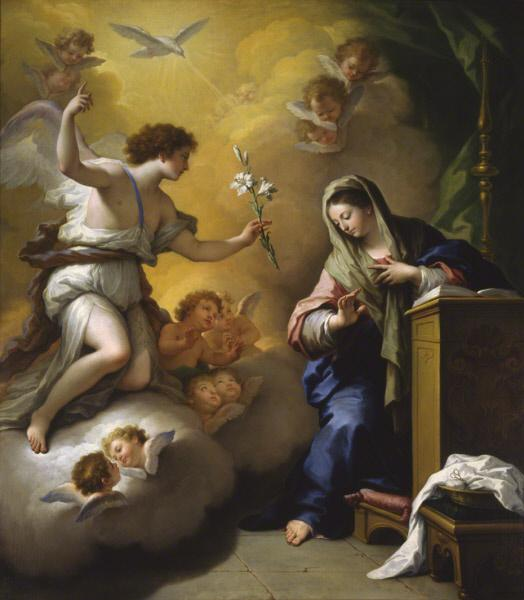
L'Anunciació de Paolo de Matteis, 1712.

Aquest dogma afirma que Maria era verge abans, durant i després de parir (de fide). Aquesta antiga doctrina mariana, (també mantinguda per luterans, ortodoxos i ortodoxos orientals i molts altres cristians), afirma la «virginitat real i perpètua de Maria fins i tot en l'acte de donar a llum el Fill de Déu fet l'home». Així, per l'ensenyament d'aquest dogma, els fidels creuen que Maria va ser sempre verge (en grec ἀειπάρθενος) durant tota la seva vida, convertint Jesús en el seu únic fill biològic, la concepció i el naixement del qual són miraculosos.
La doctrina de la virginitat perpètua és distinta del dogma de la Immaculada Concepció de Maria, que es relaciona amb la concepció de la pròpia Verge Maria sense cap taca (màcula en llatí) del pecat original.
Virginitat abans de néixer
Això vol dir que Maria va ser concebuda per l'Esperit Sant sense la participació de cap home (de fide). El terme grec Aeiparthenos (és a dir, "Verge de sempre") es testifica des del començament del segle iv. El Catecisme de l'Església Catòlica (punt 499) inclou el terme Aeiparthenos i que es refereix a la constitució dogmàtica Lumen gentium (punt 57) quan afirma: "El naixement de Crist no va disminuir la integritat virginal de la seva mare, sinó que la va santificar".
Virginitat durant el naixement
Això vol dir que Maria va parir sense perdre la virginitat corporal (de fide) i que la seva integritat corporal no es va veure afectada per donar a llum. L'Església no ensenya com es va produir físicament, però insisteix que la virginitat durant el part del nen és diferent de la virginitat de la concepció; El papa Pius XII afirma a Mystici corporis «Dins el seu ventre virginal, Crist, el nostre Senyor, ja portava l'exaltat títol de Cap de l'Església; en un naixement meravellós, el va donar a conèixer com a font de tota la vida sobrenatural».
Virginitat després del naixement
Això vol dir que Maria va romandre verge després de parir (de fide). Aquesta creença de l'Església va ser posada en dubte en els seus primers anys. Les escriptures diuen poc sobre això, esmentant els "germans de Jesús", però mai "fills de Maria", cosa que suggereix als escriptors patrístics una relació familiar més àmplia.

## Altres doctrines marianes
A més dels quatre dogmes marians enumerats anteriorment, l'Església catòlica conserva diverses doctrines sobre la Mare de Déu desenvolupades per referències a les Sagrades Escriptures, el raonament teològic i la tradició de l'Església.

### Reina del Cel
La doctrina que la Mare de Déu ha estat coronada com a Reina del Cel es remunta a certs primers escriptors patrístics de l'Església, com sant Gregori de Nazianz «la Mare del Rei de l'univers», i la «Mare de Déu que va fer néixer el Rei de tot el món», Prudenci, la Mare es meravella «que ha fet néixer a Déu com a home i fins i tot com a Rei suprem» i, sant Efrem, «Que el Cel em sostingui en l'abraçada, perquè sóc honrat per sobre d'ella. Perquè el cel no va ser la teva mare, sinó que l'has convertit en el teu tron. Quant més honorable i venerable que el tron de un rei és la seva mare». L'Església catòlica sovint veu a Maria com a Reina al cel, amb una corona de dotze estrelles a l'Apocalipsi
Molts papes han homenatjat a Maria en aquest sentit, per exemple: Maria és la Reina del Cel i de la Terra (Pius IX), Reina i Governant de l'univers (Lleó XIII) i Reina del món (Pius XII) El fonament teològic i lògic d'aquests títols recau en el dogma de Maria com a Mare de Déu. Com a mare de Déu, participa en el seu pla de salvació. La fe catòlica ensenya que Maria, la Mare de Déu de Déu, regna amb la sol·licitud de la mare sobre tot el món, de la mateixa manera que es corona en la benedicció celestial amb la glòria d'una reina:
Certament, en el sentit complet i estricte del terme, només Jesucrist, Déu-Home, és Rei; però Maria, també, com a Mare del Crist diví, com la seva associada en la redempció, en la seva lluita amb els seus enemics i la seva victòria final sobre ells, té una part, encara que de manera limitada i anàloga, en la seva dignitat reial. Per la seva unió amb Crist aconsegueix una eminència radiant que transcendeix la de qualsevol altra criatura; des de la seva unió amb Crist, rep el dret reial de disposar dels tresors del Regne Redemptor Diví; de la seva unió amb Crist se'n deriva finalment l'eficàcia inesgotable de la seva intercessió materna davant el Fill i el Pare.

### Maria com a Mare de tots els cristians

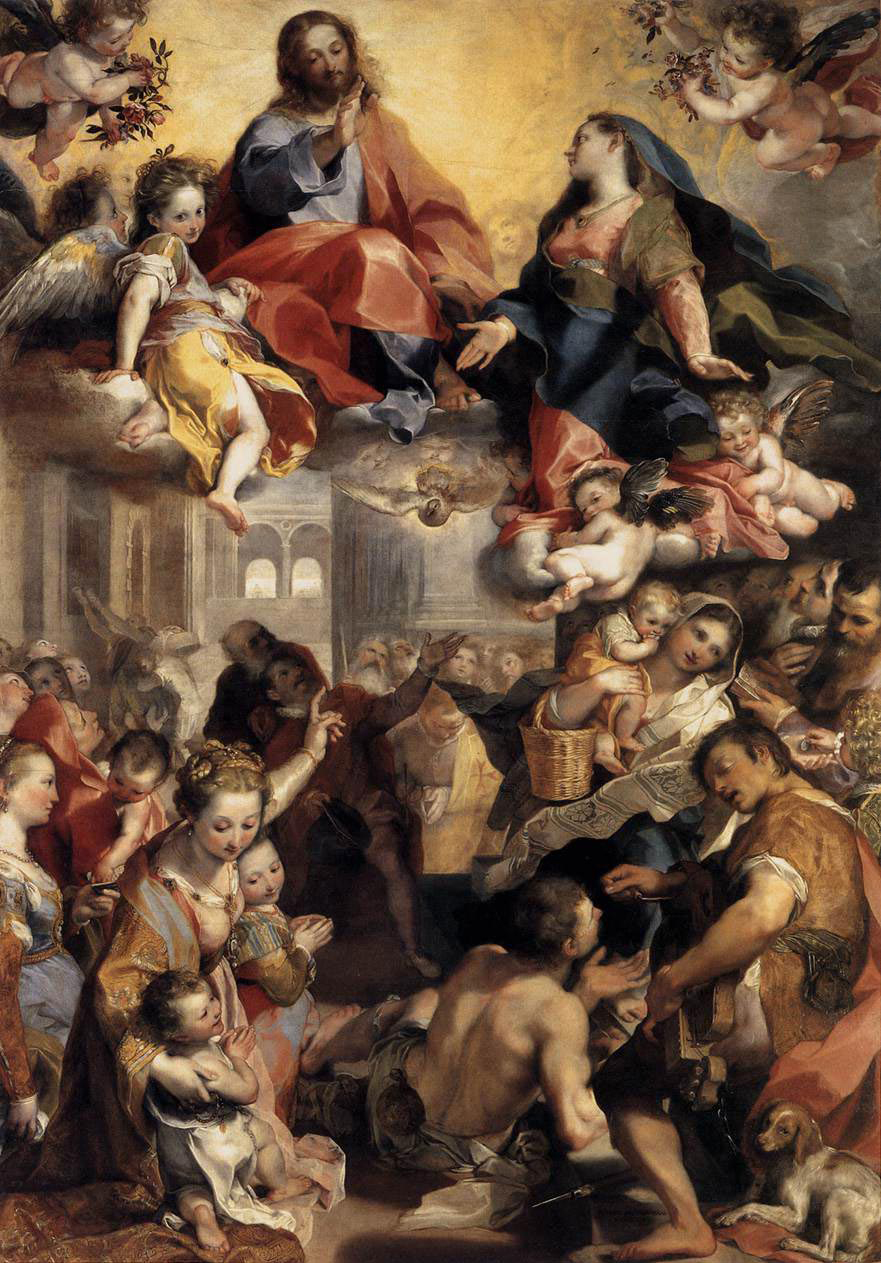
Federico Barocci, Madonna del Popolo (Madonna del poble) 1579.

El títol Mare de l'Església (en llatí "Mater Ecclesiae") va ser oficialment donat a la Mare de Déu durant el Concili Vaticà II pel papa Pau VI. Aquest títol es remunta a St. Ambròs de Milà al segle iv, però aquest ús no es va conèixer fins a la seva redescoberta el 1944 per Hugo Rahner. La Mariologia de Rahner, seguint a Ambròs, va veure a Maria en el seu paper dins de l'Església, la seva interpretació es basa exclusivament en Ambròs i els primers pares .
El Catecisme de l'Església Catòlica afirma que la Mare de Déu és mare de l'Església i de tots els seus membres, a saber, tots els cristians:
«La Verge Maria ... és reconeguda i honrada per ser veritablement la Mare de Déu i la redemptora... ja que, per la seva caritat, s'ha unit per provocar el naixement de creients a l'Església, que són membres del seu cap»«Maria, Mare de Crist, Mare de l'Església»
El "Credo del poble de Déu" del Papa Pau VI estableix:
«La Mare de l'Església exerceix al Cel el seu paper matern respecte als membres de Crist, cooperant en el naixement i el desenvolupament de la vida divina en les ànimes dels redimits».
A Redemptoris Mater, el papa Joan Pau II es referia al "Credo del poble de Déu" de Pau VI com a reafirmació de la afirmació que Maria és la "mare de tot el poble cristià, tant fidel com pastor" i va escriure que el Credo " va afirmar aquesta veritat d'una manera encara més contundent ":
El papa Benet XVI també es va referir al Credo de Pau VI i va afirmar que resumeix tots els textos bíblics relacionats amb aquesta qüestió.
En la seva homilia del dia de Cap d'Any 2015, el papa Francesc va dir que Jesús i la seva mare Maria són "inseparables", igual que Jesús i l'Església, que és la mare de tota la humanitat que guia els seus fills cap a Déu

### Mitjancera

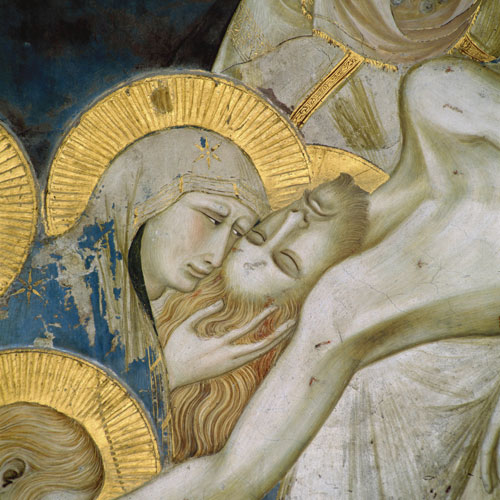
Pietro Lorenzetti, 1310.

En els ensenyaments catòlics, Jesucrist és l'únic mediador entre Déu i l'home. Ell només es va reconciliar a través de la seva mort a la Creu el creador i la creació de la Creu. Però això no exclou un paper mediador secundari per a Maria, preparatori, de suport, segons diversos catòlics destacats, però no tots. L'ensenyament que Maria intercedeix per a tots els creients i especialment aquells que sol·liciten la seva intercessió mitjançant l'oració s'ha tingut a l'Església des de ben aviat, per exemple per Efraim, el sirià “després de la mediadora una mediatriu per a tot el mónintercessió és quelcom. ho poden fer tots els sants celestials, però a Maria es veu que té el major poder intercessionari. La primera oració que es va enregistrar sobre Maria va sobreviure Sub tuum praesidium, escrit en grec cap el 250.
Maria ha estat considerada cada cop més com un principal dispensador de les gràcies de Déu i advocat pel poble de Déu i s'esmenta com a tal en diversos documents oficials de l'Església. El papa Pius IX va utilitzar el títol a Ineffabilis Deus. A la primera de les seves anomenades encícliques del Rosari, Supremi apostolatus officio (1883), el papa Lleó XIII anomena Nostra Senyora «la guardiana de la nostra pau i la dispensatria de les gràcies celestials». L'any següent, 1884, la seva encíclica Superiore anno parla de les oracions presentades a Déu mitjançant ella a qui ha triat ser el dispensador de totes les gràcies celestials. El papa Pius X va emprar aquest títol a Ad diem illum el 1904, el papa Benet XV el va introduir en la litúrgia mariana quan va crear la festa mariana de Maria Mitjancera de totes les Gràcies el 1921. En la seva encíclica de 1954 Ad caeli Reginam, el Papa Pius XII crida a Maria Mitjancera de la pau.
El suport a Mary com a co-redemptora va aparèixer al segle xx. El 1996, la Santa Seu va constituir una comissió per demanar l'opinió dels estudiosos sobre la possibilitat i la oportunitat d'establir un cinquè dogma marià sobre Maria com Co-redemptora, Mitjancera i Advocada. Un moviment laic anomenat Vox Populi Mariae Mediatrici promou la doctrina de Maria com Co-redemptora, Mitjancera i Advocada. Corredemptora fa referència a la participació de Maria en el procés de salvació. Irineu, el pare de l'Església (mort el 200), es referia a Maria com a "causa salutis" [causa de la nostra salvació] donada a ella "fiat".És tracta d'aquest magisteri, que si bé es considera des del segle XV mai no ha estat declarat dogma.

## Encícliques
Els papes han estat importants per donar forma tant als aspectes teològics com devocionals de la perspectiva catòlica sobre la Mare de Déu. Teològicament, els papes han destacat el vincle interior entre la Mare de Déu i Jesucrist, a les encícliques Mystici corporis, Lumen gentium i Redemptoris Mater.
- Pius X
  - Ad diem illum[113]
- Pius XII
  - Fulgens corona[114]
  - Ad Caeli Reginam[115]

## Devocions marianes i tradicions
Vegeu també: Rosari

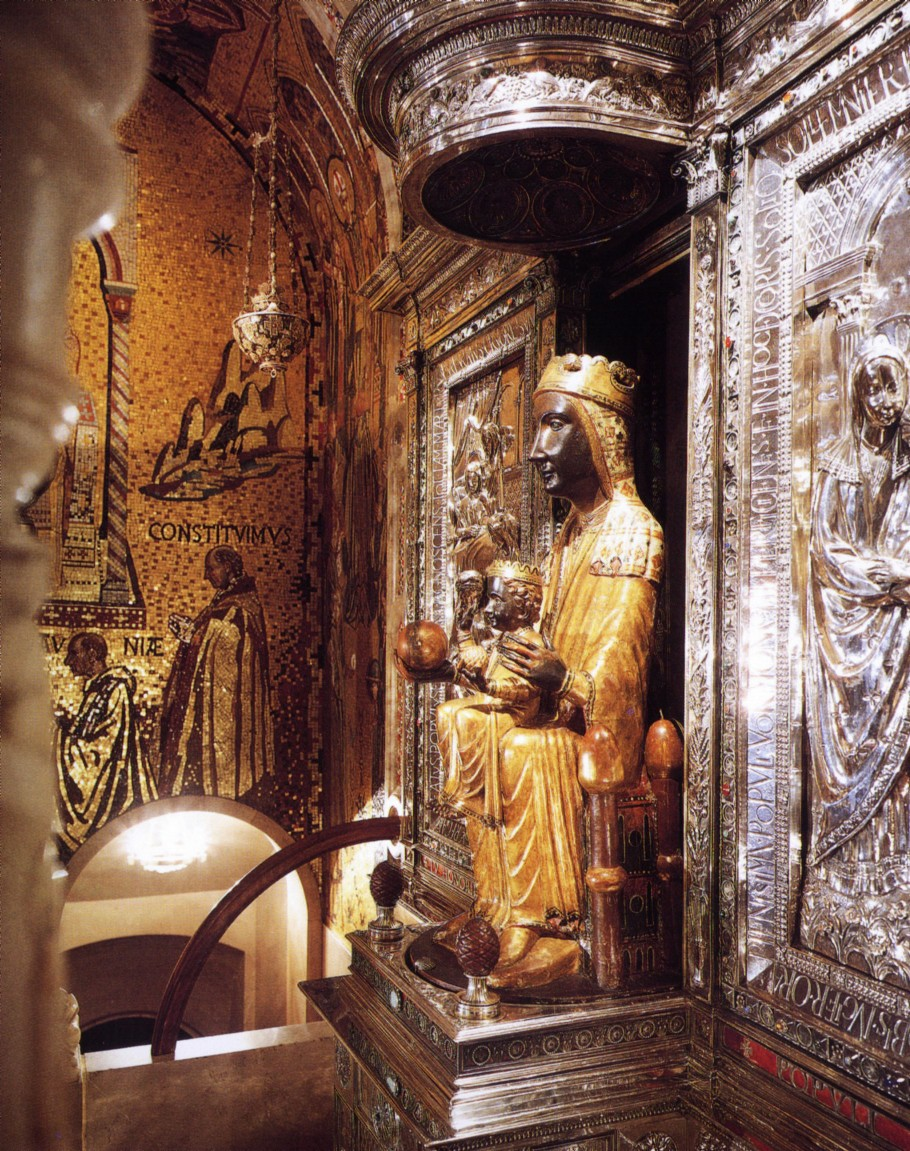
Imatge de la Mare de Déu de Montserrat

Les devocions marianes són molt destacades dins de la tradició catòlica i una gran varietat de devocions que van des de la Consagració a Maria, fins al vestiur l'escapulari, fins a oracions de diversos dies com el rosari o les novenes són practicades pels catòlics.
La difusió de les devocions marianes, com el rosari a través d'organitzacions laiques, també ha influït en l'interès popular per la mariologia, el creixement de les devocions marianes construint sensus fidelium, que influeix en l'interès públic per aspectes concrets de la mariologia. Les devocions marianes comencen generalment al nivell de la pietat popular, sovint en relació amb les experiències i visions religioses d'individus simples i modestos (en alguns casos nens), i el relat de les seves experiències en el temps crea emocions fortes entre nombrosos catòlics per construir el sensus fidelium'.
Els teòlegs de vegades han citat en suport de la seva Mariologia aquest constant sensus fidelium, per exemple sant Alfons Maria de Liguori valorava els textos i les tradicions dels Pares de l'Església com a expressions del sensus fidelium del passat i atribuïen un gran pes a l'argument que «la major part del els fidels sempre han recorregut a la intercessió de la mare divina per a totes les gràcies que desitgin». Parlant del testimoni dels pares de l'Església en atribuir certs títols a Maria,, el papa Pius XII va escriure a Fulgens corona:
| « | Si els elogis populars de la Santíssima Verge Maria es posen en compte amb la consideració que mereixen, qui s'atrevirà a dubtar que ella, que era més pura que els àngels, fos en qualsevol moment, fins i tot per al més breu instant, no gratuïta. de cada taca de pecat? | » |

Els dogmes marians de la Immaculada Concepció i l'Assumpció de Maria es van definir en part sobre la base del sensus fidei, «l'estimació sobrenatural de la fe per part del poble sencer, quan, des dels bisbes fins a l'últim dels fidels, manifesten un consentiment universal en matèria de fe i moral». En el cas dels dogmes de la Immaculada Concepció i Assumpció, els dos papes en qüestió van consultar els bisbes catòlics a tot el món sobre la fe de la comunitat abans de procedir a la definició del dogma.
En referència a aquests dogmes, el Papa Benet XVI va anomenar el 2010 el Poble de Déu el "mestre que va primer" i va afirmar:
| « | La fe tant en la Immaculada Concepció com en l'Assumpció corporal de la Verge ja estava present en el Poble de Déu, mentre que la teologia encara no havia trobat la clau per interpretar-la en la totalitat de la doctrina de la fe. El poble de Déu per tant precedeix els teòlegs i això és tot gràcies a aquest sensus fidei sobrenatural, és a dir, aquella capacitat infusionada per l'Esperit Sant que ens qualifica per abraçar la realitat de la fe amb humilitat de cor i ment. En aquest sentit, el poble de Déu és el un professor que va primer "i després ha de ser més profundament examinat i intel·lectualment acceptat per la teologia". | » |

Les devocions marians han estat animats pels papes i, a Marialis cultus, el papa Pau VI va declarar: «Des del moment en què vam ser cridats a la Seu de Pere, hem esforçat constantment per millorar la devoció a la Verge Maria.» A Rosarium Virginis Mariae, el papa Joan Pau II, va declarar: «Entre totes les devocions, la que més consagra i conforma l'ànima al nostre Senyor és la devoció a Maria.
Tanmateix, la devoció a la Mare de Déu no suposa el culte, que està reservat a Déu; els catòlics consideren a Maria com a subordinada a Crist, però és únicament així, ja que és vista com a totes les altres criatures. El 787, el Segon Concili de Nicea va afirmar una jerarquia de tres nivells de la latria, la hiperdulia i la dulia que s'aplica a Déu, a la Mare de Déu i després als altres sants.

### Processons Marianes
A Los Angeles, Califòrnia, es va fer una processó mariana cada any durant aproximadament els primers 100 anys després de la fundació de la ciutat. Per intentar reviure el costum de les processons religioses, el setembre de 2011 la Fundació Queen of Angels, fundada per Mark Anchor Albert, va inaugurar una "Processó Grand Marian" al cor del nucli històric del centre de Los Angeles. Aquesta processó anual, destinada a coincidir amb l'aniversari de la fundació de la Ciutat de Los Angeles, comença fora de la parròquia de La Iglesia de Nuestra Señora Reina de los Ángeles que forma part de la Plaça Històrica de Los Angeles. Districte, més coneguda com "La Placita". A través dels carrers de la ciutat, la processó acaba a la Catedral de la Mare de Déu dels Àngels on s'ofereix un rosari públic i una missa en honor de la Santíssima Mare de Déu. Els anys posteriors han vist la participació i participació de nombrosos ordes cavalleresques, fraternes i religioses, parròquies, grups laics, figures polítiques, així com d'altres organitzacions religioses i cíviques.
A El Rocio, Huelva, el cap de setmana de Pentecosta se celebra la romeria de El Rocio (popularment coneguda simplement com "El Rocio"), dirigint-se cap a l'ermita de la Mare de Déu de El Rocio, concentrant-se milers de persones. La sortida de la imatge de la Mare de Déu té lloc durant la matinada del dilluns de Pentecosta, en finalitzar el res del rosari que comença a mitjanit. La romeria de El Rocio és una de les més famoses i multitudinàries que existeixes, amb més de 121 germandats. En la seva visita el 1993, el Papa Joan Pau II exclamà «Que tothom sigui Rociero»

## Perspectives diferents
Al llarg dels segles, els catòlics han vist a la Mare de Déu des de diverses perspectives, de vegades derivades d'atributs específics marians que van des de la reialesa fins a la humilitat i altres vegades basades en les preferències culturals dels esdeveniments que tenen lloc en punts específics de la història. En paral·lel als plantejaments tradicionals de la Mariologia, han estat presentades per feministes, psicòlegs i catòlics liberals visions oposades basades en interpretacions progressistes.

### Visions tradicionals

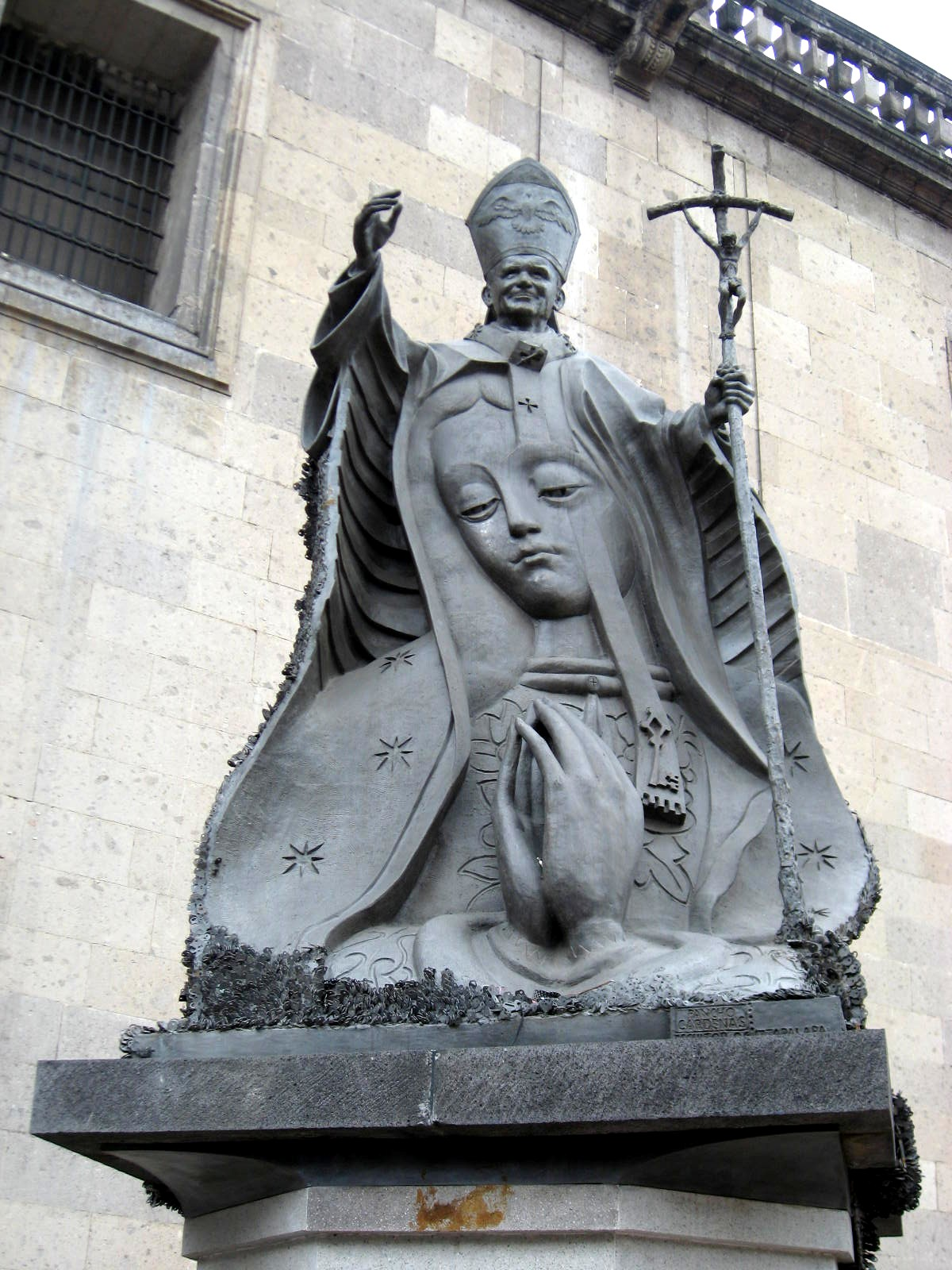
Una estàtua de Joan Pau II amb Nostra Senyora de Guadalupe, de Pacho Cárdenas, feta íntegrament amb claus donades per mexicans per simbolitzar que li havien donat les claus del seu cor.

Les visions tradicionals sobre Maria han posat èmfasi en els dogmes i doctrines marianes, acompanyats de devocions i veneracions. Però aquestes visions han canviat i s'han transformat amb el pas del temps.
Un exemple de les perspectives canviants sobre la Mare de Déu basades en visions espirituals específiques i la seva adopció dins d'una cultura a un món llunyà és la transformació de la imatge de Maria d'una Reina Celestial a una mare d'humilitat i la construcció d'unes visions per acollir ambdues perspectives. Si bé les representacions de la Mare de Déu com a Reina del Cel o la Coronació de la Verge per artistes com Paolo Veneziano o Giuliano da Rimini eren habituals a la primera part del segle xiv, no encaixaven amb la virtut de la humilitat que era clau en el principi de l'espiritualitat de sant Francesc d'Assís. El concepte de la Verge de la humilitat es va desenvolupar al segle xiv per allotjar la pietat franciscana, representant a la Madonna asseguda a terra, més que un tron. Oferia una visió de la Mare de Déu (sovint descalça) com una mare alletant un fill, en lloc de reina en una escena de coronació.
Quan els franciscans van començar a predicar a la Xina, la noció de la Verge d'humilitat va ressonar bé amb els xinesos, en part per l'acceptació cultural de la humilitat com a virtut a la Xina, i en part per la seva similitud amb la figura materna i misericordiós de Kuan Yin que era molt admirada al sud de la Xina. Tanmateix, a mitjans del segle xv, havia aparegut una doble visió a Europa, tal com representada per la Verge de la Humilitat de Domenico di Bartolo (1433) que expressava la dualitat simbòlica de la seva naturalesa: una dona descalça terrenal, així com una reina celestial. Malgrat la posició baixa i asseguda, la representació de l'estrella i les joies, i també un halo, signifiquen l'estat regal de la Verge, ja que l'atén mentre manté el Nen Jesús.
El relat de sant Joan Diego de l'aparició de la Mare de Déu de Guadalupe al 1531 al turó Tepeyac a Mèxic proporciona un altre exemple d'adaptació cultural de la visió de la Mare de Déu. Juan Diego no va descriure la Mare de Déu com a europea o oriental mitjana, sinó com una princesa asteca bronzejada que parlava en el seu idioma nàhuatl local, i no en castellà. La imatge de la Mare de Déu de Guadalupe, molt venerada a Mèxic, té l'aspecte d'una indígena centreamericana més que d'una dona europea i la indumentària de la Mare de Déu de Guadalupe s'ha identificat com la d'una princesa asteca. La Verge de Guadalupe va suposar un punt d'inflexió en la conversió de l'Amèrica Llatina al catolicisme, i és la visió primària de Maria entre milions de catòlics a Mèxic del segle xxi. El papa Joan Pau II va reforçar la localització d'aquesta visió en permetre les danses asteques locals durant la cerimònia en què va declarar a Juan Diego sant, va parlar en nàhuatl durant part de la cerimònia, anomenà Juan Diego "el àguila parlant" i li va demanar que mostrés "el camí que condueix a la Verge Fosca de Tepeyac".

La visió de la Mare de Déu com a "treballadora miraculosa" existeix des de fa segles i segueix sent mantinguda per molts catòlics al segle xxi. Les llegendes dels miracles de la Maddona d'Orsanmichele a Florència es remunten al Renaixement. Les llegendes dels miracles realitzades per la imatge de la Mare de Déu Negra de Częstochowa també es remunten durant segles i es continua venerant avui com a Patrona de Polònia. Cada any, milions de pelegrins catòlics visiten la Basílica de la Mare de Déu de Lorda a la recerca de guariments miraculosos. Tot i que milions de catòlics esperen miracles en els seus pelegrinatges, el Vaticà ha estat generalment reticent a aprovar miracles moderns, tret que hagin estat objecte d'anàlisis extensives.

### Perspectives liberals
Des del final del segle xix, s'han presentat diverses perspectives progressistes i liberals de la Mariologia, que van des de crítiques feministes fins a interpretacions basades en la psicologia moderna i els punts de vista liberals catòlics. Aquests punts de vista són generalment crítics amb l'enfocament catòlic de la mariologia i també de l'Església Ortodoxa oriental, que té encara més èmfasi marià en la seva litúrgia oficial.
Algunes feministes afirmen que, igual que amb altres dones santes, com Joana d'Arc, la imatge de Maria és una construcció de la ment patriarcal. Afirmen que els dogmes i les doctrines marianes i les formes típiques de la devoció mariana reforcen el patriarcat oferint a les dones un confort temporal davant la contínua opressió que les influeix les esglésies i les societats dominades per homes. [140] En el punt de vista feminista, els antics estereotips de gènere persisteixen en els ensenyaments i doctrines teològiques marianes tradicionals. Amb aquesta finalitat, s'han publicat llibres sobre Mariologia feminista per presentar interpretacions i perspectives contraposades.
L'anàlisi psicològica de les ensenyances marianes es remunta a Sigmund Freud, que va utilitzar el títol d'un poema de Goethe en el seu document de 1911 "Gran és Diana dels Efesis". Carl Jung, per la seva banda, considerava la Mare de Déu com una deessa espiritual i una versió més amorosa d'Eros. Al llarg dels anys s'han presentat un gran nombre d'altres interpretacions psicològiques, que van des de l'estudi de les similituds de la Mare de Déu i la deessa budista Tara, o la figura humil i amorosa presentada per la deessa asiàtica Kuan Yin.
Des de la Reforma, molts cristians s'han oposat a les veneracions marianes, i aquesta tendència ha continuat fins al segle XXI entre els cristians progressistes i liberals, que consideren l'elevat nivell d'atenció a la Mare de Déu tant com sense tenir prou fonament a les Escriptures i com a distracció del culte degut a Crist.
Grups de catòlics liberals veuen la imatge tradicional de la Mare de Déu presentada per l'Església catòlica com un obstacle per a la realització de l'objectiu de la donació i com un símbol de l'opressió patriarcal sistèmica de les dones dins de l'Església. D'altra banda, alguns catòlics liberals consideren el conreu de la imatge tradicional de Maria com a mètode de manipulació dels catòlics en general per la jerarquia de l'Església. Altres cristians liberals defensen que els conceptes moderns d'igualtat d'oportunitats entre homes i dones no ressonen bé amb la humil imatge de Maria, obedientment i sempre agenollada davant Crist.

## Diferències dels catòlics orientals respecte de l'Església llatina
Si bé els catòlics de ritu oriental pertanyen a l'Església catòlica i també estan sota l'autoritat del Papa i mantenen les mateixes creences teològiques que els catòlics de ritu llatí, la teologia oriental destaca especialment les creences marianes específiques. A més, bona part de la literatura i publicacions sobre Mariologia i centres per al seu estudi han estat relacionades amb el ritu llatí de l'Església.

### Assumpció de Maria
L'expressió oriental tradicional d'aquesta doctrina és la Dormició de la Theotokos que posa l'accent en la seva adormició per ser després assumida al Cel. Les diferències en aquestes observacions són per a alguns catòlics orientals superficials. No obstant això, els catòlics llatins en general no estan d'acord amb aquesta comprensió oriental. En particular, en la tradició copta, seguida dels catòlics coptes i ortodoxos coptes, s'observa la Dormició i l'Assumpció de Santa Maria en diferents èpoques de l'any.

### Concepció Immaculada
La doctrina de la Immaculada Concepció és un ensenyament d'origen oriental però expressada en la terminologia de l'Església occidental. El concepte occidental de la Mare de Déu d'estar lliure de pecat original tal com el defineix Agustí d'Hipona no és acceptat a Orient. No obstant això, els catòlics orientals van reconèixer des de l'antiguitat que Maria va ser preservada per Déu a partir del contagi del pecat original. Els catòlics orientals, tot i que no observen el dia sant del ritu llatí, no tenen cap dificultat per afirmar-ho ni dedicar les seves esglésies a la Mare de Déu sota aquest títol.

## Centres d'estudis Mariològics
L'estudi formal de la Mariologia dins dels cercles associats a la Santa Seu va fer un gran pas endavant entre l'Any Sant de 1950 i 1958 basat en les accions del papa Pius XII, que va autoritzar les institucions per a una major investigació acadèmica sobre la veneració de la Santíssima Mare de Déu.
- Pontifícia Acadèmia Internacional Mariana Arxivat 2014-07-29 a Wayback Machine. El PAMI és una organització pontifícia internacional que connecta tots els promotors de la mariologia, catòlics, ortodoxos, protestants i musulmans. Joan XXIII amb la Carta Apostòlica Maiora in Dies va definir la finalitat de la PAMI: promoure i animar els estudis de mariologia a través de congressos mariològics internacionals marians i altres reunions acadèmiques i veure la publicació dels seus estudis. El PAMI té la tasca de coordinar les altres acadèmies i societats marianes existents a tot el món i exercir la vigilància contra qualsevol excés o minimalisme marí. Per aquest motiu, el Papa va determinar que a l'Acadèmia hi hauria un Consell que asseguri l'organització de
- Collegamento Mariano Nazionale (1958)- the last Marian initiative of Pope Pius XII. It coordinates activities of Marian centres in Italy, and organizes
- Academia Mariana Salesiana - Va concedir la fundació de l'Acadèmia Mariana Salesiana, que forma part d'una universitat papal. L'Acadèmia dona suport als estudis salesians per aprofundir en la veneració de la Santíssima Verge segons la tradició de sant Joan Bosco.[175]
- Centre Mariano Montfortano - També el 1950, el Centre Mariano Montfortano es va traslladar de Bèrgam a Roma. El Centre promulga els ensenyaments de sant Lluís de Montfort, canonitzat per Pius XII. Publica el mensual Madre e Regina, que promulga l'orientació mariana de Montfort.[176]
- Marianum Arxivat 2023-05-11 a Wayback Machine. es va crear el 1950 i es va confiar a l'Ordre dels Servites. Està autoritzat a concedir totes les titulacions acadèmiques, inclòs un doctorat en teologia. Des de 1976, cada dos anys, el Marianum organitza conferències internacionals per trobar formulacions modernes que s'aproximin al misteri de Maria.[176]
- Collegamento Mariano Nazionale (1958): l'última iniciativa mariana del papa Pius XII. Coordina activitats dels centres marians a Itàlia i organitza setmanes de peregrinacions marianes i d'estudis marians per a sacerdots. A més, va iniciar les trobades Marianes de joves i publica la revista Madonna.[175]

D'aquestes organitzacions, la Facultat de Teologia Pontificia Marianum és el centre marilògic més actiu de Roma (www.marianum.it). Aquesta Pontifícia Facultat Catòlica va ser fundada pel pare Gabriel Roschini (que la va dirigir durant diversos anys) sota la direcció del papa Pius XII el 1950. Al Marianum es pot obtenir un màster en Mariologia (programa acadèmic de dos anys) i també es pot doctorar en mariologia. Aquesta instal·lació mariològica compta amb una biblioteca amb més de 85.000 volums sobre mariologia i una sèrie de diaris i revistes d'importància teològica i mariològica. Marianum és també el nom de la prestigiosa revista de teologia mariana fundada pel pare Roschiniel 1939.
El 1975, la Universitat de Dayton a Ohio va formar l'Institut Internacional d'Investigació Mariana en afiliació al Marianum per oferir-se un doctorat en teologia sagrada (STD) i un llicenciat en teologia sagrada (STL).